# 吉林大学出版社
吉林大学出版社是中华人民共和国的一家出版社，成立于1983年6月，社址位于吉林省长春市，由中华人民共和国教育部主管，吉林大学主办。